# Sara Teodora
Sara Teodora (fl. 1349-1371) fu la seconda moglie di Ivan Alessandro di Bulgaria e, in quanto tale, imperatrice consorte di Bulgaria dal 1349 al 1371.

## Biografia
Stando alle fonti, Sara Teodora nacque in una famiglia ebraica e abbracciò con convinzione la fede della Chiesa ortodossa bulgara per sposare Ivan Alessandro di Bulgaria dopo il suo divorzio da Teodora di Valacchia; il matrimonio sarebbe avvenuto verso la fine degli anni 1340. Parrebbe aver voltato completamente le spalle alla sua etnia e religione di origine, tanto che nel 1352 violente persecuzioni antisemite ebbero luogo in Bulgaria.
In qualità di zarina, Sara Teodora fece costruire numerose chiese e monasteri e si assicurò che il primo figlio maschio, Ivan Šišman, succedesse al padre alla guida dell'impero. Ivan Alessandro aveva già un erede dalla prima moglie, Ivan Sracimir, ma dato che il figlio avuto da Sara Teodora era nato quando lui era già imperatore, lo favorì in linea di successione a discapito del fratellastro maggiore. 
Dopo la morte dello zar si perdono le notizie su Sara Teodora, ma si ipotizza che sia morta verso la fine degli anni 1380.